# Kate Upton
Katherine Elizabeth Upton (St. Joseph, 10 giugno 1992) è una modella e attrice statunitense.

## Biografia

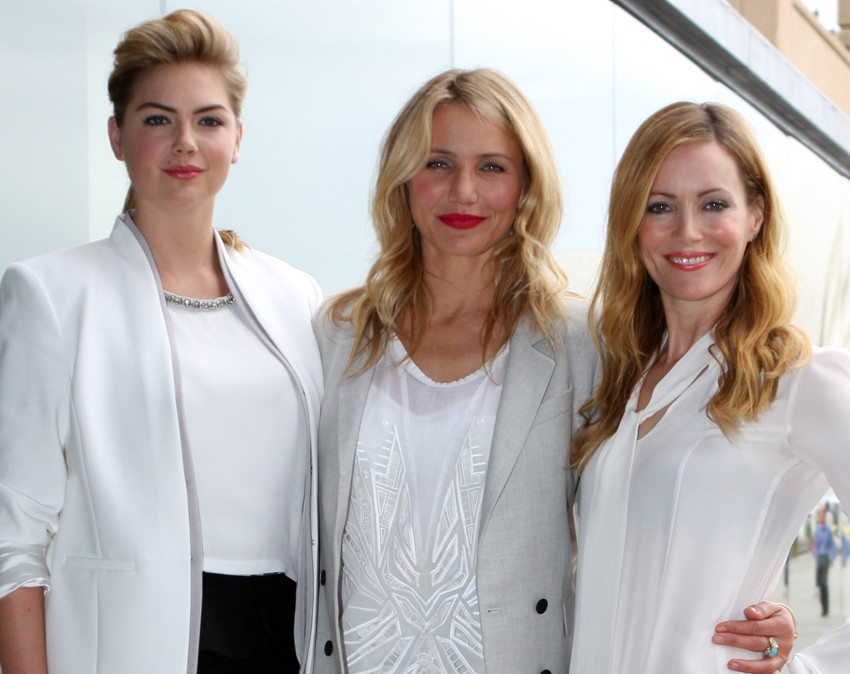
Da sinistra: Upton, Cameron Diaz e Leslie Mann nel 2014 all'anteprima di Tutte contro lui - The Other Woman.

Kate è nata a St. Joseph, in Michigan, ed è cresciuta a Melbourne, in Florida. Vive a New York. Il bisnonno paterno è il fondatore della Whirlpool Corporation ed ex ministro dell'energia. Da ragazza si dedica all'equitazione, raggiungendo buoni livelli e vincendo numerosi premi a livello giovanile. Nel 2008, a 15 anni, intraprende la carriera di modella, facendo un casting a Miami per poi firmare per l'agenzia IMG Models di New York, dove si trasferisce.
Dopo aver lavorato per Damien Haumpy Garage e Dooney & Bourke, nel 2010 è stata il volto per Guess? L'anno dopo è comparsa per la prima volta sulla rivista Sports Illustrated Swimsuit Issue mentre, nell'aprile dello stesso anno, un video in cui balla durante una partita di basket dei Los Angeles Clippers diventa virale su Internet; in agosto è poi sulla copertina di Remix Magazine. Sempre nello stesso anno debutta al cinema con il film Tower Heist - Colpo ad alto livello, a cui segue l'anno dopo un cameo ne I tre marmittoni.
Nel 2012 appare sulla copertina di Sports Illustrated Swimsuit Issue, che viene presentato in febbraio al Late Show di David Letterman. Nel frattempo si era dedicata alle sfilate di costumi da bagno e di intimo, per compagnie come Jenna Leigh, Whimsy by Lunaire, Beach Bunny, Bare Necessities e posando per Guess Accessori. Da quel momento si dedica anche all'alta moda, posando, tra l'altro per le edizioni statunitense, italiana e tedesca di Vogue. Nel marzo del 2012 è sulla copertina di Esquire e in luglio su quella di GQ, che nello stesso anno la incorona come corpo dell'anno; sempre nel 2012 si è classificata al quinto posto tra le modelle più sexy secondo il sito Models.com, mentre nel 2014 sale al secondo posto.
Nel febbraio del 2013 viene annunciato che sarà nuovamente sulla copertina di Sports Illustrated Swimsuit Issue, e nello stesso anno viene premiata come modella dell'anno agli Annual Style Awards, nell'ambito della settimana della moda di New York. Sempre per Sport Illustrated Swimsuit Issue realizza un video ed un servizio fotografico in costume da bagno a Cape Canaveral, all'interno di un aereo Zero G che simula l'assenza di gravità. Nel 2014 la rivista statunitense Forbes la inserisce per la prima volta nella classifica delle top model più pagate dell'anno, in quinta posizione, con guadagni di circa 7 milioni di dollari, gli stessi dell'altra supermodella Kate Moss. Nella primavera dello stesso anno è tra le protagoniste del film Tutte contro lui - The Other Woman, accanto a Cameron Diaz e Leslie Mann. A fine anno viene eletta dalla rivista People come "la più sexy del mondo". Nel 2018 viene scelta come testimonial di Yamamay.

### Vita privata
Nel 2011 si fidanzata con il lanciatore della Major League Baseball Justin Verlander. Nel 2014 la coppia, insieme ad altre celebrità, ha subito un furto di fotografie private diventato famoso in tutto il mondo. Nel novembre 2017 la coppia è convolata a nozze nei pressi di Montalcino; nel novembre dell'anno seguente è nata la loro prima figlia.

## Agenzie
- Chadwick Model Management - Sydney
- IMG Models - New York, Milano
- MGM Models - Düsseldorf, Amburgo

## Campagne pubblicitarie
- Accessorize P/E (2013)
- Beach Bunny (2011)
- David Yurman A/I (2013)
- Dooney & Burke Handbags A/I (2010)
- Dylan George P/E (2012)
- Guess P/E (2011)
- Guess Accessories (2011)
- Guess Lingerie A/I (2010)
- Redemption Choppers P/E (2013)
- Sam Edelman P/E (2013-2014)
- Game of War (2015)
- Yamamay lingerie (2018)

## Filmografia

### Attrice

#### Cinema
- Tower Heist - Colpo ad alto livello (Tower Heist), regia di Brett Ratner (2011)
- I tre marmittoni (The Three Stooges), regia di Peter e Bobby Farrelly (2012)
- Tutte contro lui - The Other Woman (The Other Woman), regia di Nick Cassavetes (2014)
- The Disaster Artist, regia di James Franco (2017)
- Un uragano all'improvviso (The Layover), regia di William H. Macy (2017)

#### Videoclip
- George Stav: Let's Get Away (2010)
- Lady Antebellum: Bartender (2014)
- Game of War: Decisions (2015)

## Doppiatrici italiane
Nelle versioni in italiano dei suoi film, Kate Upton è stata doppiata da:
- Domitilla D'Amico in Tutte contro lui - The Other Woman

## Riconoscimenti
- 2015 – MTV Movie Awards[12][13]
  - Nomination Miglior performance senza maglietta per Tutte contro lui - The Other Woman